# Götapalatset

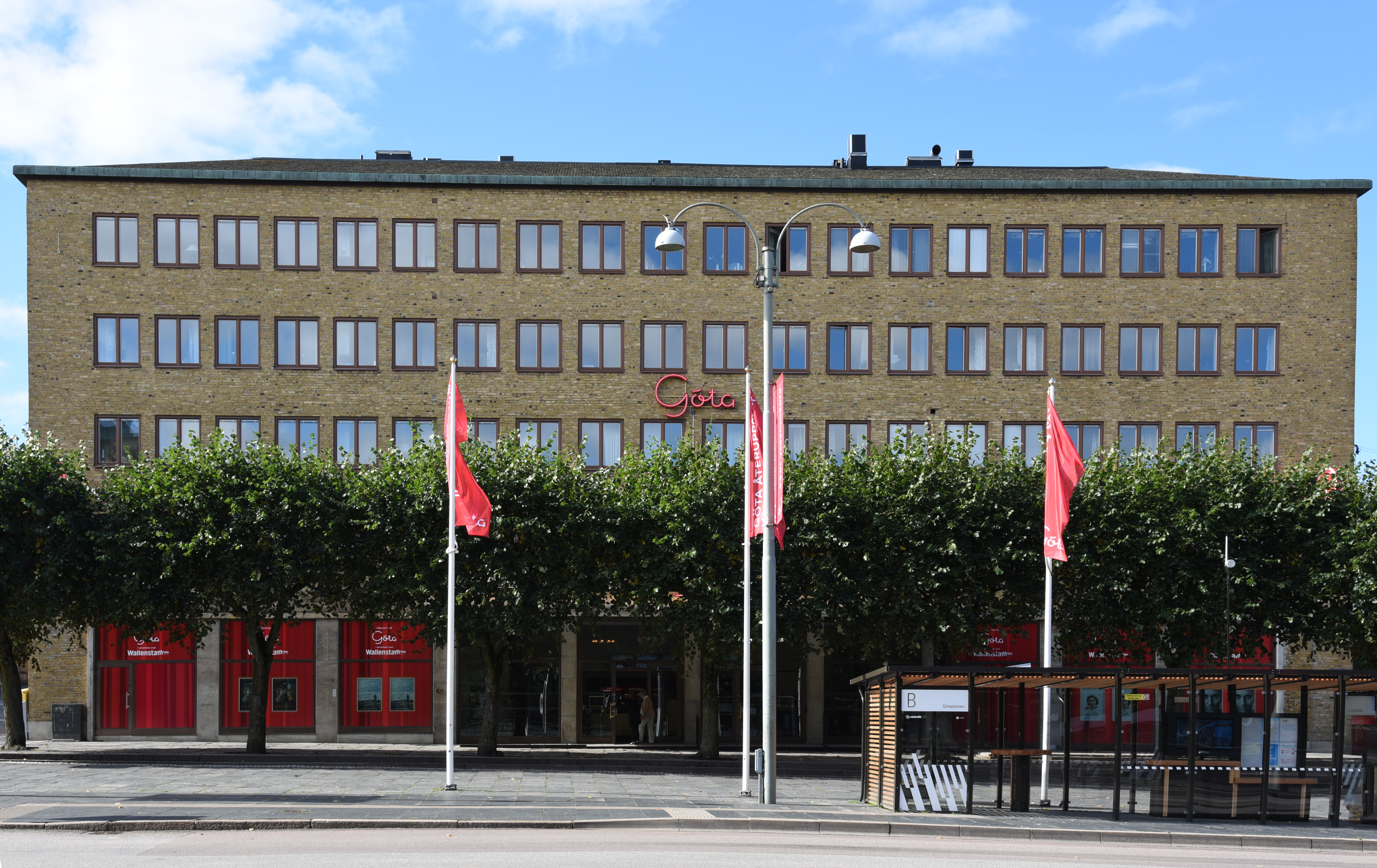
Götapalatset.

Götapalatset är en byggnad vid Götaplatsen 9 i stadsdelen Lorensberg i Göteborg.
Byggnaden uppfördes 1936 som ett bostadshus med verksamheter i bottenvåningen och är utförd i gult tegel. Kvarterets västra del mot Arkivgatan hade bebyggts under åren 1914–1916, medan den västra delen  använts för tillfälliga anläggningar under Jubileumsutställningen 1923.
I bottenvåningen inrymdes under åren 1936–1997 biografen Göta. Biografen nyöppnades i september 2015.
Från början inrymdes, förutom biografen,  Konfekthörnan, Belysningstjänst och en modeaffär i bottenvåningen. Senare fanns en restaurang där och efter stängningen 1997 byggdes biografen om till butik.
Bland de tidiga hyresgästerna fanns skådespelarna John och Wiola Brunius, Margit Manstad och Sven Miliander, samt kapellmästaren Sonja Sahlberg.